# COVID-19 в Федеративных Штатах Микронезии

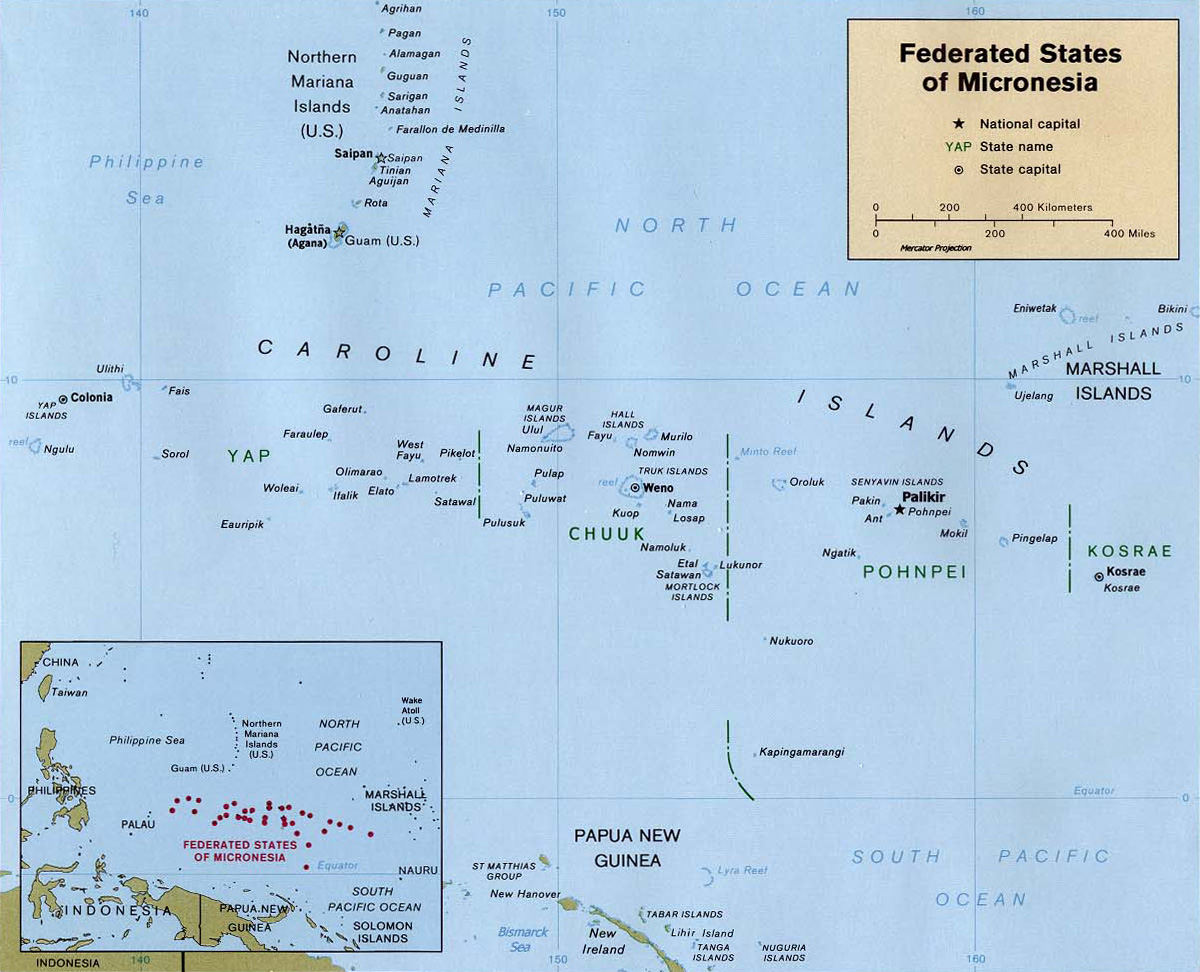
Карта Федеративных Штатов Микронезии

Пандемия COVID-19 в Федеративных Штатах Микронезии является частью продолжающейся во всём мире пандемии коронавирусной болезни (COVID-19), вызванной новым коронавирусом (SARS-CoV-2). Вирус предположительно достиг Федеративных Штатов Микронезии 8 января 2021 года, предположительно заразил одного человека (который к концу этого месяца, согласно тестам, оказался здоров), и на этом остановился. Перед данным случаем ФШМ оставались одной из немногих стран на планете, в которых случаев заражения и подозрений на них зафиксировано не было. С 29 октября 2021 года, после выявления первого заражения в Тонге, ФШМ остались одной из немногих стран Земли (наряду с Науру, Тувалу, КНДР и Туркменистаном) с такой, рекордной по числу заразившихся, статистикой распространения пандемии.
Весной 2022 года в ФШМ было зарегистрировано несколько новых подозрений на инфицирование, однако все они оказались неактивными.

## Предыстория
12 января 2020 года Всемирная организация здравоохранения (ВОЗ) подтвердила, что новый коронавирус был причиной респираторного заболевания в группе людей в городе Ухань, провинция Хубэй, Китай, о чём было сообщено ВОЗ 31 декабря 2019 года.
Коэффициент летальности в случае COVID-19 был значительно ниже, чем в случае атипичной пневмонии, но передача инфекции была значительно выше, причём общее число погибших было значительным.

## Хронология

### Февраль 2020: запрет на выезд
3 февраля 2020 года президент ФШМ Дэвид Пануэло подписал указ, запрещающий гражданам ФШМ посещать Китай и другие заражённые страны.

### Март 2020: запрет на въезд
5 марта 2020 года ФШМ ввели жёсткие ограничения на путешествия, запретив посещение Микронезии всем, кто посещал Китай начиная с января 2020 года, или был в любой другой заражённой стране в последние 14 дней. 18 марта были, также, закрыты все школы страны.

### Декабрь 2020: вакцинация
Хотя к концу 2020 года ни об одном случае COVID-19 объявлено не было, правительство утвердило план защиты и «социального дистанцирования» на случай проникновения вируса в страну. В конце этого же года Микронезия получила первый груз вакцин: 9800 доз. 31 декабря стартовала вакцинация, начавшаяся с вакцинирования главы правительства.

### Январь 2021: первое подозрение на заражение, оказавшееся ложным
8 января 2021 года ФШМ заявили о первом, неподтверждённом случае подозрения на заражение, в контролируемой изоляции. Положительный тест на COVID-19 показал один из членов команды вернувшегося в страну после более чем годового отсутствия судна MV Chief Mailo, все 12 членов экипажа которого по возвращении прошли тестирование.
К концу месяца предположительно заразившийся вошёл в историю, показав отрицательные тесты на антитела и антигены, и ФШМ вновь стали одной из немногих стран на планете без активных случаев заражения. Главный эпидемиолог страны Элиезер Джонсон выразил твёрдую уверенность, что заразившийся теперь неопасен, и скорее всего, переболел коронавирусом до октября 2020 года.

### Весна 2022: новые подозрения
В конце апреля и начале мая 2022 года в ФШМ были зарегистрированы 7 новых подозрений на инфицирование, однако на следующий же день после регистрации все эти случаи признавались неактивными, и хотя они вошли в общую статистику числа заражений ВОЗ, по её же данным на 9 мая активных случаев заражения в ФШМ не было.
На 20 апреля в стране было распределено 122 731 доз вакцин, что превышает численность населения страны.